# Uwin
Uwin (ukr. Увин) – wieś na Ukrainie. Należy do rejonu czerwonogrodzkiego w obwodzie lwowskim i liczy 366 mieszkańców.
Wieś dzierżawy uwińskiej w XVIII wieku. Za II Rzeczypospolitej do 1934 roku wieś stanowiła samodzielną gminę jednostkową w powiecie radziechowskim w woj. tarnopolskim. W związku z reformą scaleniową została 1 sierpnia 1934 roku włączona do nowo utworzonej wiejskiej gminy zbiorowej Sieńków w tymże powiecie i województwie. Po wojnie wieś weszła w struktury administracyjne Związku Radzieckiego.